# ケーブルウエスト
ケーブルウエスト株式会社（Cable West Inc.）は、かつて存在した「大阪セントラル社」の名称で業務を行うケーブルテレビ局、及び、他の事業者を統括するMSO。

## 概説
2004年10月、松下電器産業（現：パナソニック）が筆頭株主となっていたケーブル会社6社（当時）を統括するために2000年に設立された関西ケーブルネット株式会社（KCAN）と、大阪市内をサービスエリアとするケーブルテレビ局の大阪セントラルケーブルネットワーク株式会社（OCCN）が合併して、ケーブルウエスト株式会社となる。
2006年9月に、株式譲渡により株式会社ジュピターテレコム（J:COM）の子会社となる。その後、2008年1月1日をもって、同じ近畿地方をサービスエリアとするジェイコム関西（大阪府・兵庫県・和歌山県）に、北摂ケーブルネット株式会社（大阪府）と共に吸収合併され、ジェイコム関西が存続会社となったため、ケーブルウエスト株式会社は消滅した。
ケーブルウエスト社の事業会社については、株式会社ジェイコムウエスト（ジェイコム関西が商号変更）傘下のサービス局となっている。

## 沿革
- 1990年4月2日 - 大阪セントラルケーブルネットワーク株式会社（OCCN）が設立。
- 1992年6月 - 大阪セントラルケーブルネットワークが開局。
- 2000年10月5日 - 関西ケーブルネット株式会社（KCAN）として設立。
- 2004年12月1日 - 関西ケーブルネット株式会社が大阪セントラルケーブルネットワーク株式会社を合併。商号をケーブルウエスト株式会社に変更。社内分社「大阪セントラル社」を設立。
- 2006年9月28日 - 松下電器産業、廣済堂の全保有株式をジュピターテレコムに譲渡。J:COMグループ会社に。
- 2008年1月1日 - ジェイコム関西に吸収され、消滅。

## かつての事業会社
- 大阪セントラル社（大阪市東部9区）
  - 合併により、ジェイコムウエスト 大阪セントラル局（J:COM 大阪セントラル）に変更
- 吹田ケーブルテレビジョン株式会社（吹田市）
  - 合併直後は、ジェイコムウエストの子会社として存続、ブランド名をJ:COM 吹田に変更。2013年1月1日付でジェイコムウエストに合併
- 豊中・池田ケーブルネット株式会社（豊中市、池田市）
  - 合併直後は、ジェイコムウエストの子会社として存続、ブランド名をJ:COM 豊中・池田に変更。2013年1月1日付でジェイコムウエストに合併
- 高槻ケーブルネットワーク株式会社（高槻市、島本町）
  - 合併直後は、ジェイコムウエストの子会社として存続、ブランド名をJ:COM 高槻に変更。2013年1月1日付でジェイコムウエストに合併
- 東大阪ケーブルテレビ株式会社（東大阪市）
  - 合併直後は、ジェイコムウエストの子会社として存続、ブランド名をJ:COM 東大阪に変更。2013年1月1日付でジェイコムウエストに合併
- 北河内ケーブルネット株式会社（四條畷市、守口市、門真市、大東市、交野市、寝屋川市） 
  - 合併直後は、ジェイコムウエストの子会社として存続、ブランド名をJ:COM 北河内に変更。2009年5月1日付でジェイコムウエストに合併、同社北河内局となる。